# Biblioteca Națională a Mexicului
Biblioteca Națională a Mexicului (în spaniolă Biblioteca Nacional de México) este situată în Ciudad Universitaria, campusul principal al Universității Naționale Autonome a Mexicului (UNAM) din Ciudad de México. A fost înființată pentru prima dată la 26 octombrie 1833.
În calitate de bibliotecă națională, ea este depozitul bibliografic superior al Mexicului și are atribuții de depozit legal. Ea încearcă, de asemenea, să achiziționeze toate cărțile străine despre Mexic. Colecția sa de 1.250.000 de documente, inclusiv cărți, hărți și înregistrări o face una dintre cele mai mari biblioteci din Mexic și din America Latină.
Ziarele și alte publicații periodice sunt arhivate în Hemeroteca Națională a Mexicului (Hemeroteca Nacional de México), situată tot în Ciudad Universitaria, lângă spațiile rezervate Bibliotecii Naționale.

## Istoric
Colecțiile Universității Regale și Pontificale a Mexicului (predecesoarea actualei UNAM) au reprezentat primele dotări ale Bibliotecii Naționale după dizolvarea Universității. Decretul de înființare a Bibliotecii Naționale a intrat în vigoare la 26 octombrie 1833. Alte decrete din 1846 și 1857 au încercat să clarifice atribuțiile și modul de funcționare ale Bibliotecii.
Benito Juárez a emis un decret la 30 noiembrie 1867, prin care Biblioteca Națională a dobândit majoritatea prerogativelor moderne, inclusiv cea de depozit legal. De asemenea, același decret a relocat Biblioteca în clădirea Bisericii Sfântul Augustin din centrul orașului Ciudad de México.
În 1914 Biblioteca Națională a fost relaționată cu Universitatea Națională Autonomă a Mexicului. Atunci când Universitatea a obținut autonomie în 1929, Biblioteca a devenit o parte componentă a acesteia. Institutul de Investigații Bibliografice a fost înființat de Universitate în 1967, pentru a facilita administrarea Bibliotecii Naționale.
Biblioteca Națională a fost mutată în 1979 în spațiul său actual din campusul UNAM. Cu toate acestea, Colecția rezervată a rămas într-o cameră specială de la Biserica Sf. Augustin. Clădirea a fost avariată în timpul cutremurului din 1985 și, în consecință, s-a decis construirea unei noi anexe la actuala clădire a Bibliotecii Naționale. Noua anexă a fost inaugurată în 1993.

## Servicii
Multe dintre serviciile Bibliotecii sunt disponibile publicului larg. Există o sală de lectură pentru consultarea cărților și CD-ROM-urilor, precum și săli separate pentru hărți, materiale didactice, înregistrări audio și video și o sală cu resurse pentru utilizatorii nevăzători. Majoritatea documentelor disponibile în aceste încăperi pot fi reproduse parțial la cerere, la costuri reduse, în spațiile Bibliotecii.
În plus, biblioteca oferă servicii de catalogare și conservare a cărților. La cerere, sunt disponibile excursii ghidate.

### Colecția rezervată
Colecția rezervată (Fondo Reservado) stochează cele mai valoroase documente deținute de bibliotecă. Această colecție este disponibilă doar cercetătorilor și cuprinde aproximativ 200.000 de documente. Ea este împărțită în patru secțiuni:
1. Colecția de lucrări rare și valoroase: include 170 de incunabule, inclusiv o ediție din 1498 a Divinei Comedii a lui Dante. De asemenea, are exemplare ale primelor cărți tipărite în Mexic, dintre care cele mai vechi sunt Recognitio summularum și Dialéctica resolutio de Alonso de la Veracruz. În plus, Colecția Lafragua conține mai multe volume care documentează istoria economică și socială a Mexicului între 1576 și 1924.
2. Colecția de arhive, manuscrise și imagini: conține manuscrise și arhive provenite de la mai multe personalități și instituții ale istoriei mexicane. De asemenea, are o colecție de fotografii, picturi și gravuri cunoscute sub numele de Iconoteca.
3. Colecția originală (Fondo de Origen): cuprinde 95.000 de documente, majoritatea fiind tipărite în Europa între 1501 și 1821.
4. Colecții speciale: acestea includ colecții private și biblioteci personale fie primite prin donații, fie achiziționate de bibliotecă. Printre colecțiile notabile sunt cele care au aparținut lui Mario Colín Sánchez, María Asúnsolo, Ángel Pola, Gabino Barreda și alții.

## Legături externe
- Site oficial în spaniolă.
- Catalog online
- Portalul Bibliotecii Naționale la Biblioteca virtuală Miguel de Cervantes